# Cacciata dei progenitori (Mantegazza)
La Cacciata dei progenitori è un rilievo su marmo attribuito a Cristoforo Mantegazza, databile al 1475 circa e facente parte della decorazione della facciata della Certosa di Pavia.

## Storia
L'opera, che fa parte del coronamento della facciata, è attribuito a Cristoforo Mantegazza che lavorò alla facciata della Certosa di Pavia col fratello Antonio dal 1472.

## Descrizione e stile
L'opera mostra il Padre Eterno che, sporgendosi dalla porta del Paradiso terrestre, caccia con un gesto Adamo ed Eva, che si allontanano con pose innatuali e basate su angoli acuti e moti bloccati, che fanno assomigliare la rappresentazione ad un balletto. Il forte plasticismo si basa su forti chiaroscuri, ben evidenti nel panneggio della veste divina che ricorda un foglio di carta accartocciato, su un segno grafico e un forte risalto dato alla linea di contorno. I corpi sono anatomicamente ben definiti ma piuttosto scarni, di grande espressività.
Le espressioni stravolte dei progenitori hanno come modello la pittura ferrarese di Cosmè Tura o del primo Ercole de' Roberti.